# Tizardia phosphorea
Tizardia phosphorea är en kammanetart som beskrevs av Dawydoff 1946. Tizardia phosphorea ingår i släktet Tizardia, ordningen Cydippida, klassen Tentaculata, fylumet kammaneter och riket djur. Inga underarter finns listade i Catalogue of Life.